# Honor jest wasz Solidarni

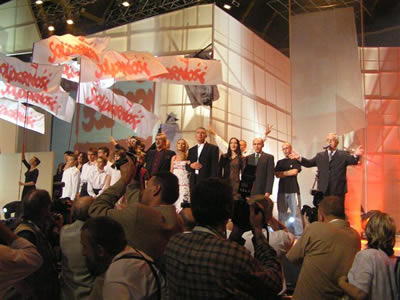
Scena finałowa koncertu

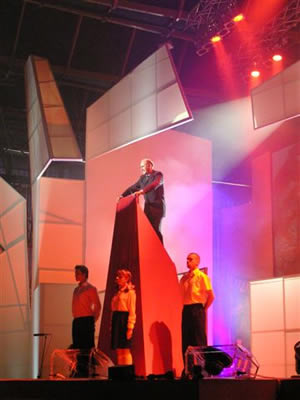
Jan Peszek podczas koncertu Honor jest wasz Solidarni

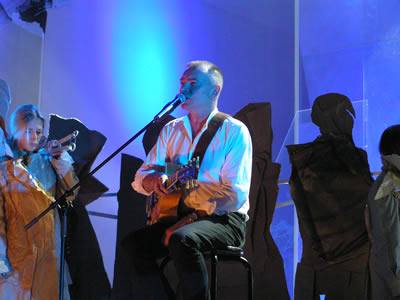
Wojciech Waglewski podczas koncertu Honor jest wasz Solidarni

Honor jest Wasz – Solidarni – płyta DVD dokumentująca koncert, który odbył się 30 sierpnia 2005 w gdańskiej Hali Olivia w ramach obchodów 25. rocznicy podpisania Porozumień sierpniowych w 1980.

## Lista utworów
1. Jan Peszek: „Wódz”
2. Adam Nowak: „Pieśń o budowniczym socjalizmu”
3. Krystyna Prońko, Zipera: „Za czym kolejka ta stoi”
4. Wojciech Waglewski, Iwona Loranc: „Nasza Europa”
5. Katarzyna Groniec: „Zakładnicy”
6. Maciej Pietrzyk: „Boże nasz”
7. Maciej Maleńczuk: „Więzienne tango”
8. Iwona Loranc: „Ostatnia szychta w KWK Piast”
9. Jacek Kaczmarski, Alicja Łydka: „Mury”
10. Anna Maria Jopek: „Nie zabierajcie chłopców”
11. Sambor Dudziński: „Zielona wrona”
12. Maciej Pietrzyk: „Nie zapomnijcie tamtych dni”
13. Zipera: „Patriota”
14. Adam Nowak: „Przetrwamy”
15. dzieci: „Ile jeszcze”
16. Jan Pietrzak: „Żeby Polska była Polską”

## Pozostali wykonawcy i personel
- Andrzej Seweryn, Tomasz Kaczmarek – narracja
- Jerzy Bielunas – reżyseria
- Mateusz Pospieszalski – kierownictwo muzyczne, aranżacje, saksofon
- Antoni Gralak – trąbka
- Karim Martusewicz – gitara basowa
- Piotr Żyżelewicz – perkusja
- Non Serio – chór Wydziału Zarządzania Uniwersytetu Gdańskiego (chórki)